# Progressione del record mondiale della 4x100 m stile libero
In vasca corta (25 metri) i record del mondo della 4 × 100 m stile libero sono omologati dalla FINA dal 3 marzo 1991.
Per quanto riguarda la 4 × 100 m stile libero mista, la FINA ha riconosciuto ufficialmente questa specialità e i primati in essa stabiliti nell'ottobre 2013, inserendola nel programma mondiale in vasca lunga a partire da Kazan' 2015.
Il record mondiale della staffetta 4 × 100 m stile libero mista può essere stabilito solo in vasca lunga (50 metri).

## Uomini

### Vasca lunga
| #  | Tempo   | + | Atleta                                                                                     | Nazionalità | Data              | Evento                 | Luogo                         | Ref   |
| -- | ------- | - | ------------------------------------------------------------------------------------------ | ----------- | ----------------- | ---------------------- | ----------------------------- | ----- |
| 1  | 4'10"2  |   | Zoltán Kiss, Gyula Dienes, Árpád Lengyel, Ferenc Csik                                      | Ungheria    | 26 giugno 1937    |                        | Budapest, Ungheria            |       |
| 2  | 4'06"6  |   | Gyula Zolyomi, Istvan Korosi, Ödön Gróf, Ferenc Csik                                       | Ungheria    | 15 agosto 1937    |                        | Budapest, Ungheria            |       |
| 3  | 4'03"6  |   | Hermann Heibel, Hans Freese, Edward Askamp, Helmuth Fischer                                | Germania    | 5 marzo 1938      |                        | Brema, Germania               |       |
| 4  | 4'02"4  |   | Otto Wille, Werner Birr, Werner Plath, Kurt von Eckenbrecher                               | Germania    | 1º aprile 1938    |                        | Copenaghen, Danimarca         |       |
| 5  | 4'02"0  |   | Gyula Zolyomi, Ferenc Csik, Istvan Korosi, Ödön Gróf                                       | Ungheria    | 14 luglio 1938    |                        | Budapest, Ungheria            |       |
| 6  | 3'59"2  |   | T. Hirose, O. Jaretz, Paul Wolf, Peter Fick                                                | Stati Uniti | 20 agosto 1938    |                        | Berlino, Germania             |       |
| 7  | 3'54"4  |   | W. Sanburn, E. Pope, R. Duncan, H. Johnson                                                 | Stati Uniti | 8 marzo 1940      |                        | New Haven, Stati Uniti        |       |
| 8  | 3'50"8  |   | H. Johnson, R. Kelly, E. Pope, F. Lilley                                                   | Stati Uniti | 18 marzo 1942     |                        | New Haven, Stati Uniti        |       |
| 9  | 3'48"6  |   | Alan Ford, E. Hueber, Frank Dooley, H. Johnson                                             | Stati Uniti | 29 giugno 1948    |                        | New Haven, Stati Uniti        |       |
| 10 | 3'47"9  |   | Dick Thoman, Donald Sheff, W. Farnsworth, R. Reid                                          | Stati Uniti | 19 marzo 1951     |                        | New Haven, Stati Uniti        |       |
| 11 | 3'46"8  |   | Hiroshi Susuki, A. Tani, Tōru Gotō, M. Koga                                                | Giappone    | 6 agosto 1955     |                        | Tokyo, Giappone               |       |
| 12 | 3'46"3  |   | Gary Chapman, John Konrads, Geoff Shipton, John Devitt                                     | Australia   | 3 maggio 1958     |                        | Brisbane, Australia           |       |
| 13 | 3'44"4  |   | Ed Follett, Lance Larson, Jeff Farrell, Joe Alkire                                         | Stati Uniti | 21 luglio 1959    |                        | Tokyo, Giappone               |       |
| 14 | 3'42"5  |   | Alain Gottvalles, Gerard Gropaiz, Jean-Pierre Curtillet, Robert Christophe                 | Francia     | 10 agosto 1962    |                        | Thionville, Francia           |       |
| 15 | 3'39"9  |   | Steve Clark, N. Schoenman, Don Schollander, Robert Townsend                                | Stati Uniti | 4 luglio 1963     |                        | Los Altos, Stati Uniti        |       |
| 16 | 3'36"1  |   | Steve Clark, R. McDonough, Gary Ilman, Robert Townsend                                     | Stati Uniti | 18 agosto 1963    |                        | Tokyo, Giappone               |       |
| 17 | 3'33"2  |   | Steve Clark, Michael Austin, Gary Ilman, Don Schollander                                   | Stati Uniti | 14 ottobre 1964   | Giochi olimpici        | Tokyo, Giappone               |       |
| 18 | 3'32"6  |   | Ken Walsh, Zac Zorn, Don Havens, Greg Charlton                                             | Stati Uniti | 28 agosto 1967    |                        | Tokyo, Giappone               |       |
| 19 | 3'32"5  |   | Zac Zorn, Stephen Rerych, Ken Walsh, Don Schollander                                       | Stati Uniti | 3 settembre 1968  |                        | Long Beach, Stati Uniti       |       |
| 20 | 3'31"7  |   | Zac Zorn, Stephen Rerych, Mark Spitz, Ken Walsh                                            | Stati Uniti | 17 ottobre 1968   | Giochi olimpici        | Città del Messico, Messico    |       |
| 21 | 3'28"8  |   | Don Havens, Mike Weston, Bill Frawley, Frank Heckl                                         | Stati Uniti | 23 agosto 1970    |                        | Los Angeles, Stati Uniti      |       |
| 22 | 3'28"84 | b | Gary Connelly, Jerry Heidenreich, David Edgar, Dave Fairbank                               | Stati Uniti | 28 agosto 1972    | Giochi olimpici        | Monaco, Germania Ovest        |       |
| 23 | 3'26"42 |   | David Edgar, John Murphy, Jerry Heidenreich, Mark Spitz                                    | Stati Uniti | 28 agosto 1972    | Giochi olimpici        | Monaco, Germania Ovest        |       |
| 24 | 3'25"17 |   | Joseph Bottom, Jim Montgomery, Andy Coan, Charles Hickcox                                  | Stati Uniti | 1º settembre 1974 |                        | Concord, Stati Uniti          |       |
| 25 | 3'24"85 |   | Bruce Furniss, Jim Montgomery, Andy Coan, John Murphy                                      | Stati Uniti | 27 luglio 1975    | Campionati mondiali    | Cali, Colombia                |       |
| 26 | 3'21"11 |   | Rick DeMont, Joseph Bottom, Jim Montgomery, Jack Babashoff                                 | Stati Uniti | 28 agosto 1977    |                        | Berlino Est, Germania Est     |       |
| 27 | 3'19"74 |   | Jack Babashoff, Rowdy Gaines, Jim Montgomery, David McCagg                                 | Stati Uniti | 28 agosto 1978    | Campionati mondiali    | Berlino Ovest, Germania Ovest |       |
| 28 | 3'19"26 |   | David McCagg, Robin Leamy, Rowdy Gaines, Chris Cavanaugh                                   | Stati Uniti | 5 agosto 1982     | Campionati mondiali    | Guayaquil, Ecuador            |       |
| 29 | 3'19"03 |   | Chris Cavanaugh, Michael Heath, Matt Biondi, Rowdy Gaines                                  | Stati Uniti | 2 agosto 1984     | Giochi olimpici        | Los Angeles, Stati Uniti      |       |
| 30 | 3'17"08 |   | Scott McAdam, Paul Wallace, Michael Heath, Matt Biondi                                     | Stati Uniti | 17 agosto 1985    |                        | Tokyo, Giappone               |       |
| 31 | 3'16"53 |   | Christopher Jacobs, Troy Dalbey, Tom Jager, Matt Biondi                                    | Stati Uniti | 23 settembre 1988 | Giochi olimpici        | Seul, Corea del Sud           |       |
| 32 | 3'15"11 |   | David Fox, Joe Hudepohl, Jon Olsen, Gary Hall Jr.                                          | Stati Uniti | 12 agosto 1995    |                        | Atlanta, Stati Uniti          |       |
| 33 | 3'13"67 |   | Michael Klim, Chris Fydler, Ashley Callus, Ian Thorpe                                      | Australia   | 16 settembre 2000 | Giochi olimpici        | Sydney, Australia             |       |
| 34 | 3'13"17 |   | Roland Schoeman, Lyndon Ferns, Darian Townsend, Ryk Neethling                              | Sudafrica   | 15 agosto 2004    | Giochi olimpici        | Atene, Grecia                 |       |
| 35 | 3'12"46 |   | Michael Phelps, Neil Walker, Cullen Jones, Jason Lezak                                     | Stati Uniti | 19 agosto 2006    | Campionati panpacifici | Victoria, Canada              |       |
| 36 | 3'12"23 | b | Nathan Adrian, Cullen Jones, Benjamin Wildman-Tobriner, Matt Grevers                       | Stati Uniti | 10 agosto 2008    | Giochi olimpici        | Pechino, Cina                 |       |
| 37 | 3'08"24 |   | Michael Phelps (47"51) Garrett Weber-Gale (47"02) Cullen Jones (47"65) Jason Lezak (46"06) | Stati Uniti | 11 agosto 2008    | Giochi olimpici        | Pechino, Cina                 | [ 4 ] |

Legenda: Ref - Referto della gara;
Record non ottenuti in finale: (b) - batteria; (sf) - semifinale; (s) - staffetta prima frazione.

### Vasca corta
| #  | Tempo   | + | Atleta                                                                                                  | Nazionalità | Data             | Evento              | Luogo                    | Ref   |
| -- | ------- | - | --- | ----------- | ---------------- | ------------------- | ------------------------ | ----- |
| 1  | 3'14"00 |   | Tommy Werner, Anders Holmertz, Michael Söderlund, Joakim Holmqvist                                      | Svezia      | 19 marzo 1989    |                     | Malmö, Svezia            |       |
| 2  | 3'13"97 |   | Fernando Scherer, Teófilo Ferreira, José Carlos Souza, Gustavo Borges                                   | Brasile     | 7 luglio 1993    |                     | Santos, Brasile          |       |
| 3  | 3'12"11 |   | Fernando Scherer, Teófilo Ferreira, José Carlos Souza, Gustavo Borges                                   | Brasile     | 5 dicembre 1993  | Campionati mondiali | Palma di Maiorca, Spagna |       |
| 4  | 3'10"45 |   | Fernando Scherer, Carlos Jayme, Alexandre Massura, Gustavo Borges                                       | Brasile     | 19 dicembre 1998 |                     | Rio de Janeiro, Brasile  |       |
| 5  | 3'09"57 |   | Johan Nyström, Lars Frölander, Matthias Ohlin, Stefan Nystrand                                          | Svezia      | 16 marzo 2000    | Campionati mondiali | Atene, Grecia            |       |
| 6  | 3'08"44 |   | Ryan Lochte, Bryan Lundquist, Nathan Adrian, Doug van Wie                                               | Stati Uniti | 9 aprile 2008    | Campionati mondiali | Manchester, Regno Unito  |       |
| 7  | 3'04"98 |   | Grégory Mallet, Fabien Gilot, William Meynard, Frédérick Bousquet                                       | Francia     | 20 dicembre 2008 |                     | Istres, Francia          |       |
| 8  | 3'03"30 |   | Nathan Adrian (45"08) Matt Grevers (44"68) Garrett Weber-Gale (47"43) Michael Phelps (46"11)            | Stati Uniti | 19 dicembre 2009 | Duel in the Pool    | Manchester, Regno Unito  | [ 5 ] |
| 9  | 3'03"03 |   | Caeleb Dressel (45"66) Blake Pieroni (45"75) Michael Chadwick (45"86) Ryan Held (45"76)                 | Stati Uniti | 11 dicembre 2018 | Campionati mondiali | Hangzhou, Cina           | [ 6 ] |
| 10 | 3'02"75 |   | Alessandro Miressi (46” 15) Paolo Conte Bonin (45” 93) Leonardo Deplano (45” 54) Thomas Ceccon (45” 13) | Italia      | 13 dicembre 2022 | Campionati mondiali | Melbourne, Australia     | [ 7 ] |
| 11 | 3'01"66 |   | Jack Alexy (45"05) Luke Hobson (45"18) Kieran Smith (46"01) Chris Guiliano (45"42)                      | Stati Uniti | 10 dicembre 2024 | Campionati mondiali | Budapest, Ungheria       |       |

Legenda: Ref - Referto della gara;
Record non ottenuti in finale: (b) - batteria; (sf) - semifinale; (s) - staffetta prima frazione.

## Donne

### Vasca lunga
| #  | Tempo   | + | Atleta                                                                                     | Nazionalità   | Data              | Evento                  | Luogo                         | Ref    |
| -- | ------- | - | ------------------------------------------------------------------------------------------ | ------------- | ----------------- | ----------------------- | ----------------------------- | ------ |
| 1  | 5'52"8  |   | Isabella Moore, Jennie Fletcher, Annie Speirs, Irene Steer                                 | Gran Bretagna | 15 luglio 1912    | Giochi olimpici         | Stoccolma, Svezia             |        |
| 2  | 5'11"6  |   | Margaret Woodbridge, Frances Schroth, Irene Guest, Ethelda Bleibtrey                       | Stati Uniti   | 29 agosto 1920    | Giochi olimpici         | Anversa, Belgio               |        |
| 3  | 4'58"8  |   | Gertrude Ederle, Euphrasia Donnelly, Ethel Lackie, Mariechen Wehselau                      | Stati Uniti   | 20 luglio 1924    | Giochi olimpici         | Parigi, Francia               |        |
| 4  | 4'55"6  |   | Adelaide Lambert, Josephine McKim, Susan Laird, Albina Osipowich                           | Stati Uniti   | 9 agosto 1928     | Giochi olimpici         | Amsterdam, Paesi Bassi        |        |
| 5  | 4'47"6  |   | Adelaide Lambert, Eleanor Garatti, Albina Osipowich, Martha Norelius                       | Stati Uniti   | 9 agosto 1928     | Giochi olimpici         | Amsterdam, Paesi Bassi        |        |
| 6  | 4'38"0  |   | Josephine McKim, Helen Johns, Eleanor Garatti-Saville, Helene Madison                      | Stati Uniti   | 12 agosto 1932    | Giochi olimpici         | Los Angeles, Stati Uniti      |        |
| 7  | 4'33"3  |   | Jopie Selbach, Annie Timmermans, Rie Mastenbroek, Willy den Ouden                          | Paesi Bassi   | 14 aprile 1934    |                         | Rotterdam, Paesi Bassi        |        |
| 8  | 4'32"8  |   | Jopie Selbach, Rie Mastenbroek, Catherina Wagner, Willy den Ouden                          | Paesi Bassi   | 24 maggio 1936    |                         | Rotterdam, Paesi Bassi        |        |
| 9  | 4'29"7  |   | E. Svendsen, Gunvor Kraft, Birte Ove-Petersen, Ragnhild Hveger                             | Danimarca     | 8 febbraio 1938   |                         | Copenaghen, Danimarca         |        |
| 10 | 4'27"6  |   | Eva Arndt, Gunvor Kraft, Birte Ove-Petersen, Ragnhild Hveger                               | Danimarca     | 7 agosto 1938     |                         | Copenaghen, Danimarca         |        |
| 11 | 4'27"2  |   | Mária Littomericzky, Éva Novák, Éva Székely, Katalin Szőke                                 | Ungheria      | 27 aprile 1952    |                         | Mosca, Unione Sovietica       |        |
| 12 | 4'24"4  |   | Ilona Novák, Judit Temes, Éva Novák, Katalin Szőke                                         | Ungheria      | 1º agosto 1952    | Giochi olimpici         | Helsinki, Finlandia           |        |
| 13 | 4'22"3  |   | Lorraine Crapp, Dawn Fraser, Margaret Gibson, Barbara Jackson                              | Australia     | 20 ottobre 1956   |                         | Sydney, Australia             |        |
| 14 | 4'19"7  |   | Lorraine Crapp, Dawn Fraser, Faith Leech, Margaret Gibson                                  | Australia     | 25 ottobre 1956   |                         | Melbourne, Australia          |        |
| 15 | 4'17"1  |   | Dawn Fraser, Faith Leech, Sandra Morgan, Lorraine Crapp                                    | Australia     | 6 dicembre 1956   | Giochi olimpici         | Melbourne, Australia          |        |
| 16 | 4'16"2  |   | Dawn Fraser, Alva Colquhoun, Ilsa Konrads, Lorraine Crapp                                  | Australia     | 6 agosto 1960     |                         | Townsville, Australia         |        |
| 17 | 4'08"9  |   | Joan Spillane, Shirley Stobs, Carolyn Wood, Chris von Saltza                               | Stati Uniti   | 3 settembre 1960  | Giochi olimpici         | Roma, Italia                  |        |
| 18 | 4'08"5  |   | Terri Lee Stickles, Donna de Varona, Pokey Watson, Judy Haroun                             | Stati Uniti   | 31 luglio 1964    |                         | Los Altos, Stati Uniti        |        |
| 19 | 4'07"6  |   | Lynne Allsup, Kathy Seidel, Eleanor Bricker, Terri Lee Stickles                            | Stati Uniti   | 28 settembre 1964 |                         | Los Angeles, Stati Uniti      |        |
| 20 | 4'03"8  |   | Sharon Stouder, Donna de Varona, Pokey Watson, Kathleen Ellis                              | Stati Uniti   | 15 ottobre 1964   | Giochi olimpici         | Tokyo, Giappone               |        |
| 21 | 4'03"5  |   | Linda Gustavson, Nancy Ryan, L. Fritz, Pokey Watson                                        | Stati Uniti   | 19 agosto 1967    |                         | Filadelfia, Stati Uniti       |        |
| 22 | 4'01"1  |   | Linda Gustavson, Pokey Watson, Pam Carpinelli, Jan Henne                                   | Stati Uniti   | 6 luglio 1968     |                         | Santa Clara, Stati Uniti      |        |
| 23 | 4'00"8  |   | Gabriele Wetzko, Iris Komor, Elke Sehmisch, Carola Schulze                                 | Germania Est  | 11 settembre 1970 | Campionati europei      | Barcellona, Spagna            |        |
| 24 | 4'00"7  |   | Shirley Babashoff, Kim Peyton, Linda Johnson, Deena Deardurff                              | Stati Uniti   | 9 settembre 1971  |                         | Minsk, Unione Sovietica       |        |
| 25 | 3'58"11 |   | Shirley Babashoff, Kim Peyton, Sandra Neilson, Jane Barkman                                | Stati Uniti   | 18 agosto 1972    |                         | Knoxville, Stati Uniti        |        |
| 26 | 3'55"19 |   | Sandra Neilson, Jennifer Kemp, Jane Barkman, Shirley Babashoff                             | Stati Uniti   | 30 agosto 1972    | Giochi olimpici         | Monaco, Germania Ovest        |        |
| 27 | 3'52"45 |   | Andrea Eife, Andrea Hübner, Sylvia Eichner, Kornelia Ender                                 | Germania Est  | 8 settembre 1973  | Campionati mondiali     | Belgrado, Jugoslavia          |        |
| 28 | 3'51"99 |   | Ann Marshall, Kim Peyton, Kathy Heddy, Shirley Babashoff                                   | Stati Uniti   | 31 agosto 1974    |                         | Concord, Stati Uniti          |        |
| 29 | 3'49"37 |   | Ute Brückner, Barbara Krause, Claudia Hempel, Kornelia Ender                               | Germania Est  | 26 luglio 1975    | Campionati mondiali     | Cali, Colombia                |        |
| 30 | 3'48"80 |   | Rosemarie Gabriel, Andrea Pollack, M. Seltmann, Barbara Krause                             | Germania Est  | 2 giugno 1976     |                         | Berlino Est, Germania Est     |        |
| 31 | 3'44"82 |   | Kim Peyton, Wendy Boglioli, Jill Sterkel, Shirley Babashoff                                | Stati Uniti   | 25 luglio 1976    | Giochi olimpici         | Montréal, Canada              |        |
| 32 | 3'43"43 |   | Cynthia Woodhead, Jill Sterkel, Stephanie Elkins, Tracy Caulkins                           | Stati Uniti   | 26 agosto 1978    | Campionati mondiali     | Berlino Ovest, Germania Ovest |        |
| 33 | 3'42"71 |   | Barbara Krause, Caren Metschuck, Ines Diers, Sarina Hülsenbeck                             | Germania Est  | 27 luglio 1980    | Giochi olimpici         | Mosca, Unione Sovietica       |        |
| 34 | 3'42"41 |   | Birgit Meineke, Kristin Otto, Karen König, Heike Friedrich                                 | Germania Est  | 21 agosto 1984    |                         | Mosca, Unione Sovietica       |        |
| 35 | 3'40"57 |   | Karen König, Sabina Schulze, Heike Friedrich, Kristin Otto                                 | Germania Est  | 19 agosto 1986    | Campionati mondiali     | Madrid, Spagna                |        |
| 36 | 3'39"46 |   | Nicole Haislett, Dara Torres, Angel Martino, Jenny Thompson                                | Stati Uniti   | 28 luglio 1992    | Giochi olimpici         | Barcellona, Spagna            |        |
| 37 | 3'37"91 |   | Le Jingyi, Shan Ying, Le Ying, Bin Lu                                                      | Cina          | 11 settembre 1994 | Campionati mondiali     | Roma, Italia                  |        |
| 38 | 3'36"61 |   | Amy Van Dyken, Dara Torres, Courtney Shealy, Jenny Thompson                                | Stati Uniti   | 16 settembre 2000 | Giochi olimpici         | Sydney, Australia             |        |
| 39 | 3'36"00 |   | Katrin Meißner, Petra Dallmann, Sandra Völker, Franziska van Almsick                       | Germania      | 29 luglio 2002    | Campionati europei      | Berlino, Germania             |        |
| 40 | 3'35"94 |   | Alice Mills, Lisbeth Lenton, Petria Thomas, Jodie Henry                                    | Australia     | 14 agosto 2004    | Giochi olimpici         | Atene, Grecia                 |        |
| 41 | 3'35"22 |   | Petra Dallmann, Daniela Götz, Britta Steffen, Annika Liebs                                 | Germania      | 31 luglio 2006    | Campionati europei      | Budapest, Ungheria            |        |
| 42 | 3'33"62 |   | Inge Dekker, Ranomi Kromowidjojo, Femke Heemskerk, Marleen Veldhuis                        | Paesi Bassi   | 18 marzo 2008     | Campionati europei      | Eindhoven, Paesi Bassi        |        |
| 43 | 3'31"72 |   | Inge Dekker, Ranomi Kromowidjojo, Femke Heemskerk, Marleen Veldhuis                        | Paesi Bassi   | 26 luglio 2009    | Campionati mondiali     | Roma, Italia                  |        |
| 44 | 3'30"98 |   | Bronte Campbell, Melanie Schlanger, Emma McKeon, Cate Campbell                             | Australia     | 24 luglio 2014    | Giochi del Commonwealth | Glasgow, Regno Unito          |        |
| 45 | 3'30"65 |   | Emma McKeon (53"41) Brittany Elmslie (53"12) Bronte Campbell (52"15) Cate Campbell (51"97) | Australia     | 6 agosto 2016     | Giochi olimpici         | Rio de Janeiro, Brasile       | [ 8 ]  |
| 46 | 3'30"05 |   | Shayna Jack (54"03) Bronte Campbell (52"03) Emma McKeon (52"99) Cate Campbell (51"00)      | Australia     | 5 aprile 2018     | Giochi del Commonwealth | Gold Coast, Australia         | [ 9 ]  |
| 47 | 3'29"69 |   | Bronte Campbell (53"01) Meg Harris (53"09) Emma McKeon (51"35) Cate Campbell (52"24)       | Australia     | 25 luglio 2021    | Giochi olimpici         | Tokyo, Giappone               | [ 10 ] |
| 48 | 3'27"96 |   | Mollie O'Callaghan (52"08) Shayna Jack (51"69) Meg Harris (52"29) Emma McKeon (51"90)      | Australia     | 23 luglio 2023    | Campionati mondiali     | Fukuoka, Giappone             |        |

Legenda: Ref - Referto della gara;
Record non ottenuti in finale: (b) - batteria; (sf) - semifinale; (s) - staffetta prima frazione.

### Vasca corta
| #  | Tempo    | + | Atleta                                                                                            | Nazionalità | Data             | Evento              | Luogo                    | Ref    |
| -- | -------- | - | ------------------------------------------------------------------------------------------------- | ----------- | ---------------- | ------------------- | ------------------------ | ------ |
| 1  | 3'35"97  |   | Lü Bin, Shan Ying, Jia Yuanyuan, Le Jingyi                                                        | Cina        | dicembre 1993    | Campionati mondiali | Palma di Maiorca, Spagna |        |
| 2  | 3'34"55  |   | Le Jingyi, Chao Na, Shan Ying, Nian Yun                                                           | Cina        | 19 aprile 1997   | Campionati mondiali | Göteborg, Svezia         |        |
| 3  | 3'33"32  |   | Inge Dekker, Hinkelien Schreuder, Chantal Groot, Marleen Veldhuis                                 | Paesi Bassi | 8 aprile 2006    | Campionati mondiali | Shanghai, Cina           |        |
| 4  | 3'31"66  |   | Lisbeth Lenton, Melanie Schlanger, Shayne Reese, Alice Mills                                      | Australia   | 2 settembre 2007 |                     | Melbourne, Australia     |        |
| 5  | 3'30"85  |   | Hinkelien Schreuder, Femke Heemskerk, Ranomi Kromowidjojo, Marleen Veldhuis                       | Paesi Bassi | 9 dicembre 2007  |                     | Eindhoven, Paesi Bassi   |        |
| 6  | 3'29"42  |   | Hinkelien Schreuder, Femke Heemskerk, Inge Dekker, Marleen Veldhuis                               | Paesi Bassi | 12 aprile 2008   | Campionati mondiali | Manchester, Regno Unito  |        |
| 7  | 3'28"22  |   | Hinkelien Schreuder, Ranomi Kromowidjojo, Inge Dekker, Marleen Veldhuis                           | Paesi Bassi | 19 dicembre 2008 |                     | Amsterdam, Paesi Bassi   |        |
| 8  | 3'26"53  |   | Inge Dekker (52"39) Ranomi Kromowidjojo (51"01) Femke Heemskerk (50"58) Maud van der Meer (52"55) | Paesi Bassi | 5 dicembre 2014  | Campionati mondiali | Doha, Qatar              | [ 11 ] |
| 9  | 3'25''43 |   | Mollie O'Callaghan (52"19) Madison Wilson (51"28) Meg Harris (52"00) Emma McKeon (49"96)          | Australia   | 12 dicembre 2022 | Campionati moldiali | Melbourne, Australia     |        |
| 10 | 3'25"01  |   | Kate Douglass (50"95) Katharine Berkoff (51"38) Alex Shackell (52"01) Gretchen Walsh (50"67)      | Stati Uniti | 10 dicembre 2024 | Campionati mondiali | Budapest, Ungheria       |        |

Legenda: Ref - Referto della gara;
Record non ottenuti in finale: (b) - batteria; (sf) - semifinale; (s) - staffetta prima frazione.

## Mista

### Vasca lunga
| # | Tempo   | + | Atleta                                                                                          | Nazionalità             | Data              | Evento                        | Luogo                    | Ref          |
| - | ------- | - | ----------------------------------------------------------------------------------------------- | ----------------------- | ----------------- | ----------------------------- | ------------------------ | ------------ |
| 1 | 3'45"38 |   | Lindsay Vrooman, Kait Flederbach, Steve Schmuhl, Jackson Miller                                 | Università dell'Indiana | 26 settembre 2013 | IU Fall Frenzy                | Bloomington, Stati Uniti | [ 12 ] [ 1 ] |
| 2 | 3'23"29 |   | Tommaso D'Orsogna (49"65) Cate Campbell (52"83) James Magnussen (47"29) Bronte Campbell (53"52) | Australia               | 1º febbraio 2014  | Billiton Aquatic Super Series | Perth, Australia         | [ 13 ]       |
| 3 | 3'23"05 |   | Ryan Lochte (48"79) Nathan Adrian (47"29) Simone Manuel (53"66) Missy Franklin (53"31)          | Stati Uniti             | 8 agosto 2015     | Campionati mondiali           | Kazan', Russia           | [ 14 ]       |
| 4 | 3'19"60 |   | Caeleb Dressel (47"22) Nathan Adrian (47"49) Mallory Comerford (52"71) Simone Manuel (52"18)    | Stati Uniti             | 29 luglio 2017    | Campionati mondiali           | Budapest, Ungheria       | [ 15 ]       |
| 5 | 3'19"40 |   | Caeleb Dressel (47"34) Zachary Apple (47"34) Mallory Comerford (52"72) Simone Manuel (52"00)    | Stati Uniti             | 27 luglio 2019    | Campionati mondiali           | Gwangju, Corea del Sud   | [ 16 ]       |
| 6 | 3'19"38 |   | Jack Cartwright (48"12) Kyle Chalmers (46"98) Madison Wilson (52"25) Mollie O'Callaghan (52"03) | Australia               | 24 giugno 2022    | Campionati mondiali           | Budapest, Ungheria       | [ 17 ]       |
| 7 | 3'18"83 |   | Jack Cartwright (48"14) Kyle Chalmers (47"25) Shayna Jack (51"73) Mollie O'Callaghan (51"71)    | Australia               | 29 luglio 2023    | Campionati mondiali           | Fukuoka, Giappone        |              |
| 8 | 3'18"48 |   | Jack Alexy(46"91) Patrick Sammon (46"70) Kate Douglass (52"43) Torri Huske (52"44)              | Stati Uniti             | 2 agosto 2025     | Campionati mondiali           | Singapore, Singapore     |              |

Legenda: Ref - Referto della gara;
Record non ottenuti in finale: (b) - batteria; (sf) - semifinale; (s) - staffetta prima frazione.